# Ескарп

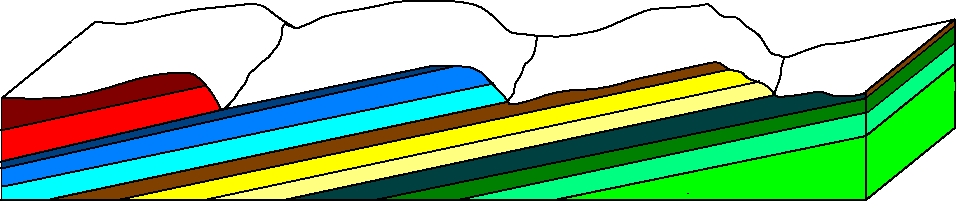
Схематичний поперечний переріз трьох ескарпів.

Еска́рп (англ. escarpment, escarp, нім. Steilwand f, innere Grabenböschung f, innere Grabenwand f, Innenböschung f, Rückwand f, Abstufung f, Stufe f) — крутий уступ або обрив, який розмежовує ділянки з пологим нахилом земної поверхні.

## Ескарп як оборонна споруда

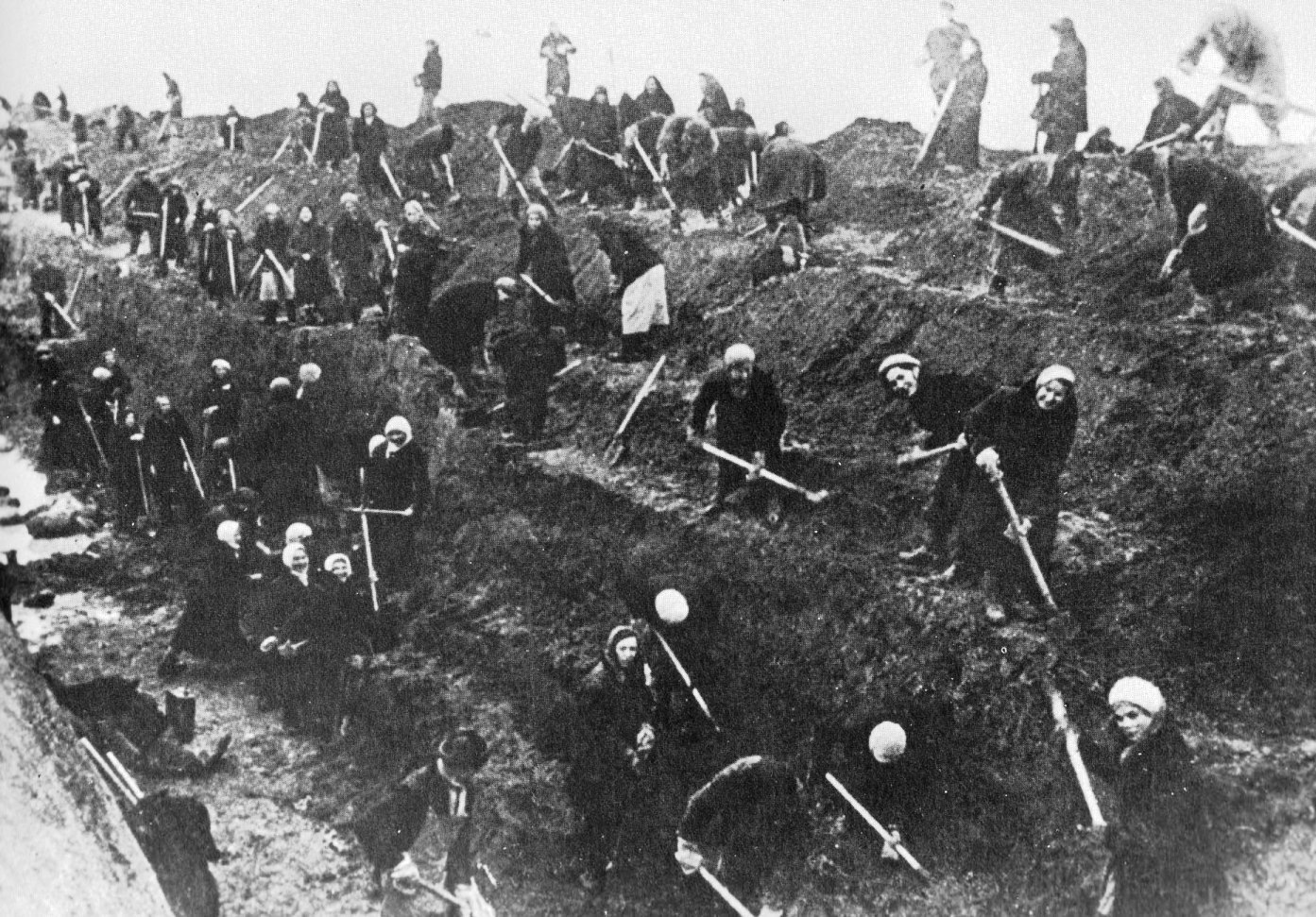
Підготовка протитанкових ровів під час оборони Москви. Жовтень 1941

Еска́рп (фр. escarpe — «крутий» від італ. scarpa — «укіс, схил») — фортіфікаційна споруда, спочатку — сторона оборонного (в наші часи протитанкового) рову, яка звернена до противника (і відповідно найближча до того, що обороняється), тоді як протилежна до нього сторона називалася контрескарп. У наш час також — протитанкова (протитранспортна) перешкода, що є штучно зрізаним під великим кутом краєм схилу або берега річки, заввишки декілька метрів, обернений передньою частиною до противника.
Протилежний бік рову — контрескарп.